# Ctimene percurrens
Ctimene percurrens là một loài bướm đêm trong họ Geometridae.